# Vagri
Vagri, Vagiri ali Vagrijani (nemško Wagrier) so bili pleme Polabskih Slovanov, od 9. do 12. stoletja naseljeno v Vagriji (vzhodni Holstein) v sedanji severni Nemčiji. Bili so eno od plemen Obodritske plemenske zveze.
V slovanskih uporih leta 983 in  1040 pod Gotšalkom je bila Vagrija  opustošena in uničena. Uničena so bila številna nemška mesta in cerkve. prebivalstvo pa v veliki meri razseljeno. Leta 1066 so se Vagri povezali z Veleti pri napadu na niz saških burgwardov  od Mecklenburga do Schwerina in vdoru na nemško ozemlje vse do Hamburga. Okoli leta 1090 so še vedno poganski Vagri in Ljutiči prišli pod oblast Kruta iz plemena Rani. Vsako pleme je izvolilo svojega poglavarja, ki je bil podrejen Krutu. Leta 1093 so krščanski Obodriti pod vodstvom svojega kneza Henrika in s pomočjo Sasov in lokalnega nemškega prebivalstva premagali Kruta v bitki pri Schmilau blizu Ratzeburga. Po porazu so morali Vagri ponovno plačevati davek.
Pokristjanjevanje Vagrije se je začelo pod bremenskim nadškofom Unwanom v 1020. letih. Krščanski duhovnik Vicelin iz Oldenburga je začel s Henrikovim dovoljenjem okoli leta 1126 pokristjanjevati Vagre in Velete. V letih, ki so sledila Vicelinovemu poslanstvu, so v Vagrijo vdrli cesar Lotar II. s svojimi Holsteinci in Knut Lavard in s seboj odpeljali vagrijska voditelja Pribislava in Niklota, vklenjena v verige.
Leta 1142 sta Henrik Lev in Adolf II. Holsteinski razdelila na novo osvojene slovanske dežele. Vagrija z gradom Sigberg je pripadla Adolfu, medtem ko je Polabija z Ratzeburgom pripadla Henriku. Delitvi je sledil velik pritok nemških kolonistov. Med vendsko križarsko vojno leta 1147 so Vagri napadli nedavno ustanovljene kolonije Flamcev in Frizijcev, kar je bilo njihovo zadnje znano dejanje v njihovem uporu proti germanizaciji.

## Vir
- Thompson, James Westfall. Feudal Germany, Volume II. New York: Frederick Ungar Publishing Co., 1928.